# Temnospondyli
Temnospondyli is een orde of klade van uitgestorven basale Tetrapoda. Volgens de meeste analyses zijn het Batrachomorpha. Traditioneel werden ze omschreven als amfibieën, en wel geplaatst in de superorde Labyrinthodontia.
Het was een uitgebreide groep met zeer diverse soorten die in het meest algemeen waren in het Carboon, Perm en Trias. Enkele soorten overleefden in afgelegen delen van de wereld, zoals Australië en Oostelijk-Azië tot in het Vroeg-Krijt. De leden van de Temnospondyli worden door sommige wetenschappers beschouwd als de voorouders van de hedendaagse amfibieën. Sommige temnospondylen werden erg klein, maar andere zoals de negen meter lange Prionosuchus waren de grootste amfibieën die er ooit waren.

## Beschrijving
De temnospondylen hadden over het algemeen een grote kop met een groot aantal scherpe tanden en een ontwikkeld gehoor, waarbij kanaaltjes in het schedeldak die waarschijnlijk gevuld waren met zenuwen trillingen van buitenaf konden opvangen.
Ze ontwikkelden zich in het Carboon als semi-aquatische vormen. In het Laat-Carboon en het Vroeg-Perm kenden de temnospondylen een grote diversiteit. Enkele groepen ontwikkelden een robuust lichaam met sterke poten en pasten zich zo aan voor een leven als semi-aquatisch of volledig landbewonend roofdier, met de anderhalve meter lange Eryops als bekendste vorm. Andere temnospondylen ontwikkelden lange snuiten en een krokodilachtig uiterlijk en tot deze groep behoorde Prionosuchus uit Brazilië, met een lengte van negen meter het grootste bekende amfibie. In de Laat-Perm stierven de landvormen uit door een droger klimaat en de opkomst van de reptielen en therapsiden, maar de waterbewonende vormen bleven succesvol. In het Vroeg-Trias ontwikkelde de Trematosauridae zich, een familie van visetende soorten die zich aan hadden gepast aan een leven in zee, waarmee de trematosauriërs uniek zijn binnen de amfibieën. Een andere groep temnospondylen uit het Trias was de Capitosauroidea, die verschillende grote krokodilachtige soorten van twee tot vier meter lang omvatte. Kenmerkend voor de capitosauriërs waren de grote, platte schedels met een lengte van meer dan een meter bij de grootste vormen zoals Mastodonsaurus. Deze aquatische dieren joegen vermoedelijk vanuit een hinderlaag op vissen en kleine tetrapoden. In het Laat-Trias ontwikkelde er zich in Noord-Amerika met de Metoposauridae, met de 2,75 m grote Metoposaurus als bekendste vertegenwoordiger, een groep van vergelijkbare temnospondylen.
Het merendeel van de temnospondylen stierf aan het einde van het Trias uit, waarschijnlijk door klimaatsveranderingen en concurrentie van de archosauriërs. De fossiele vondsten van Australische en Oost-Aziatische vertegenwoordigers van deze groep uit het Jura en Vroeg-Krijt aan het einde van de twintigste eeuw toonden echter aan dat enkele groepen langer overleefden. Waarschijnlijk heeft de relatief geïsoleerde positie van Australië een Oost-Azië in deze periode ertoe geleid dat de temnospondylen hier wisten te overleven door beperkte concurrentie. De laatst bekende temnospondyle amfibie is Koolasuchus uit het Vroeg-Krijt van Australië.

## Taxonomie
Klasse Amphibia
- Orde Temnospondyli
  - Familie Dendrerpetontidae
    - Dendrerpeton
    - Balanerpeton
    - Erpetocephalus
    - Eugyrinus

  - Superfamilie Edopoidea
    - Familie Cochleosauridae (Chenoprosopidae)
      - Cochleosaurus
      - Adamanterpeton
      - Chenoprosopus
      - Gaudria
      - Macrerpeton
      - Nigerpeton
      - Procochleosaurus

    - Familie Edopidae
      - Edops
      - Capetus
      - Iberospondylus
      - Saharastega

  - Onderorde Euskelia
    - Superfamilie Eryopoidea
      - Familie Eryopidae
        - Eryops
        - Clamorosaurus
        - Onchiodon
        - Osteophorus

      - Familie Parioxyidae
        - Parioxes

      - Familie Zatracheidae
        - Dasyceps
        - Acanthostomatops
        - Zatrachys
        - Stegops

    - Superfamilie Dissorophoidea
      - Familie Amphibamidae
        - Gerobatrachus
        - Amphibamus
        - Eoscopus
        - Limnerpeton
        - Micropholis
        - Pasawioops
        - Platyrhinops
        - Plemmyradytes
        - ?Onderklasse Lissamphibia

      - Familie Doleserpetontidae
        - Doleserpeton
        - Tersomius

      - Familie Dissorophidae
        - Cacops
        - Zygosaurus
        - Alegeinosaurus
        - Arkanserpeton
        - Aspidosaurus
        - Astreptorhachis
        - Brevidorsum
        - Broiliellus
        - Conjunctio
        - Dissorophus
        - Ecolsonia
        - Fayella
        - Georgenthalia
        - Iratusaurus
        - Kamacops
        - Longiscitula
        - Platyhystrix

      - Familie Melosauridae
        - Melosaurus

      - Familie Micromelerpetontidae
        - Limnerpeton
        - Branchierpeton
        - Micromelerpeton

      - Familie Trematopidae
        - Acheloma
        - Anconastes
        - Fedexia
        - Phonerpeton
        - Tambachia

  - Klade Limnarchia
    - Onderorde Dvinosauria
      - Brachyops
      - Familie Dvinosauridae
        - Dvinosaurus

      - Familie Trimerorhachidae
        - Doragnathus
        - Lafonius
        - Trimerorhachis
        - Neldasaurus
        - Nannospondylus

      - Familie Eobrachyopidae
        - Erpetosaurus
        - Isodectes
        - Arctoplous

      - Familie Kourerpetonidae
        - Kourerpeton

      - Familie Tupilakosauridae
        - Tupilakosaurus
        - Slaugenhopia
        - Thabanchuia

    - Klade Stereospondylomorpha
      - Superfamilie Archegosauroidea
        - Tryphosuchus
        - Familie Actinodontidae
          - Sclerocephalus (Actinodon)
          - Cheliderpeton
          - Syndyodosuchus

        - Familie Archegosauridae
          - Archegosaurus
          - Prionosuchus
          - Bashkirosaurus
          - Australerpeton
          - Collidosuchus
          - Konzhukovia
          - Platyoposaurus

        - Familie Intasuchidae
          - Intasuchus

      - Onderorde Stereospondyli
        - Familie Peltobatrachidae
          - Peltobatrachus

        - Familie Lapillopsidae
          - Lapillopsis
          - Manubrantlia
          - Rotaurisaurus

        - Familie Rhinesuchidae
          - Rhinesuchus
          - Uranocentrodon
          - Broomistega
          - Laccosaurus
          - Rhineceps
          - Muchocephalus
          - Rhinesuchoides

        - Familie Lydekkerinidae
          - Lydekkerina
          - Chomatobatrachus
          - Broomulus
          - Chomatobatrachus
          - Cryobatrachus
          - Deltacephalus
          - Indobenthosuchus
          - Limnoiketes
          - Putterillia

        - Klade Capitosauria
          - Superfamilie Mastodonsauroidea (Capitosauroidea)
            - Ferganobatrachus
            - Familie Heylerosauridae
              - Heylerosaurus
              - Eocyclotosaurus
              - Oldenwaldia
              - Kryostega
              - Vladlenosaurus
              - Yuanansuchus
              - Quasicyclotosaurus

            - Familie Stenotosauridae
              - Meyerosuchus
              - Stenotosaurus
              - Procyclotosaurus
              - Wellesaurus

            - Familie Mastodonsauridae
              - Archotosaurus
              - Bukobaja
              - Capitosaurus
              - Cherninia
              - Jammerbergia
              - Tatrasaurus
              - Watsonisuchus
              - Cyclotosaurus
              - Edingerella
              - Eryosuchus
              - Heptasaurus
              - Kestrosaurus
              - Kupferzellia
              - Mastodonsaurus
              - Paracyclotosaurus
              - Parotosuchus
              - Promastodonsaurus
              - Rhadalognathus
              - Sassenisaurus
              - Volgasaurus
              - Volgasuchus
              - Wetlugasaurus
              - Xenotosaurus

            - Familie Sclerothoracidae
              - Sclerothorax

        - Infraorde Trematosauria
          - Superfamilie Trematosauroidea
            - Benthosuchus
            - Familie Thoosuchidae
              - Prothoosuchus
              - Thoosuchus

            - Familie Trematosauridae
              - Angusaurus
              - Indolyrocephalus
              - Gonioglyptus
              - Panchetosaurus
              - Hyperokynodon
              - Icanosaurus
              - Luzocephalus
              - Trematotegmen
              - Onderfamilie Lonchorhynchinae
                - Aphaneramma
                - Erythrobatrachus
                - Gosgriffius
                - Wantzosaurus
                - Stoschiosaurus

              - Onderfamilie Trematosaurinae
                - Inflectosaurus
                - Luzocephalus
                - Lyrocephaliscus
                - Microposaurus
                - Platystega
                - Tertrema
                - Tertremoides
                - Tirraturhinus
                - Trematolestes
                - Trematosaurus
                - Trematosuchus

          - Superfamilie Metoposauroidea
            - Rileymillerus
            - Callistomordax
            - Familie Latiscopidae
              - Almasaurus
              - Latiscopus

            - Familie Metoposauridae
              - Metoposaurus
              - Koskinonodon
              - Anaschisma
              - Eupelor
              - Apachesaurus

          - Superfamilie Plagiosauroidea
            - Familie Plagiosauridae
              - Gerrothorax
              - Plagiosaurus
              - Plagiobatrachus
              - Plagiosternum
              - Plagioscutum

            - Familie Laidleriidae
              - Laidleria

          - Superfamilie Brachyopoidea
            - Bothriceps
            - Keratobrachyops
            - Familie Brachyopidae
              - Banksiops
              - Gobiops
              - Brachyops
              - Xenobrachyops
              - Sinobrachyops
              - Notobrachyops
              - Batrachosuchoides
              - Batrachosuchus
              - Batrachosaurus
              - Blinasaurus
              - Platycepsion
              - Vanastega
              - Vigilius

            - Familie Chigutisauridae
              - Austropelor
              - Compsocerops
              - Pelorocephalus
              - Siderops
              - Koolasuchus

          - Superfamilie Rhytidosteoidea
            - Familie Peltostegidae
              - Peltostega

            - Familie Indobrachyopidae
              - Mahavisaurus
              - Rewana
              - Indobrachyops

            - Familie Rhytidosteidae
              - Deltasaurus
              - Acerastia
              - Arcadia
              - Derwentia
              - Nanolania
              - Pneumatostega
              - Rhytidosteus
              - Trucheosaurus

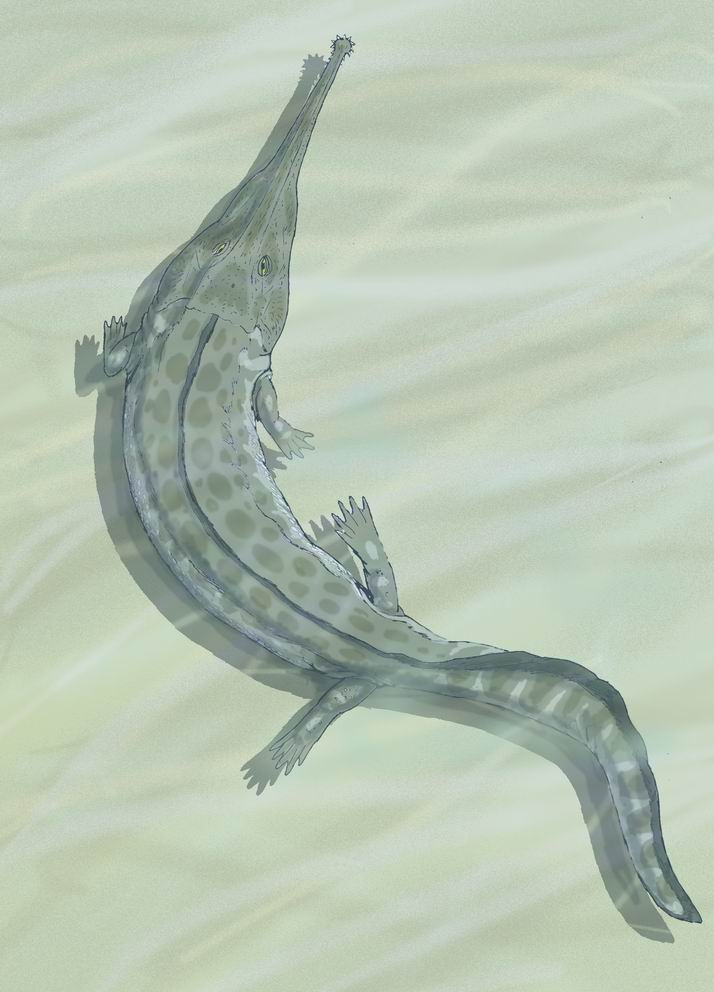
Prionosuchus
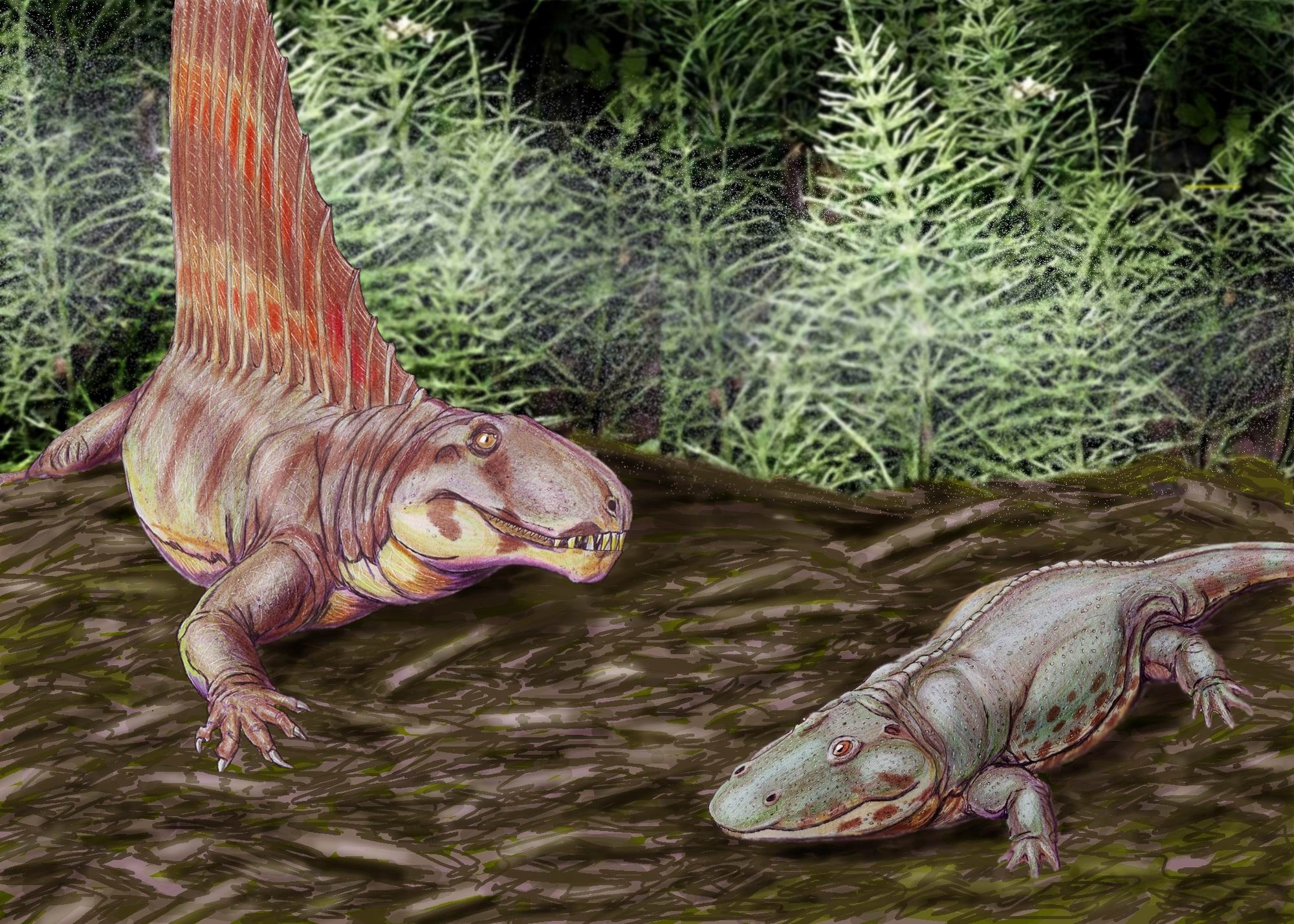
Eryops en Dimetrodon (Eupelycosauria)
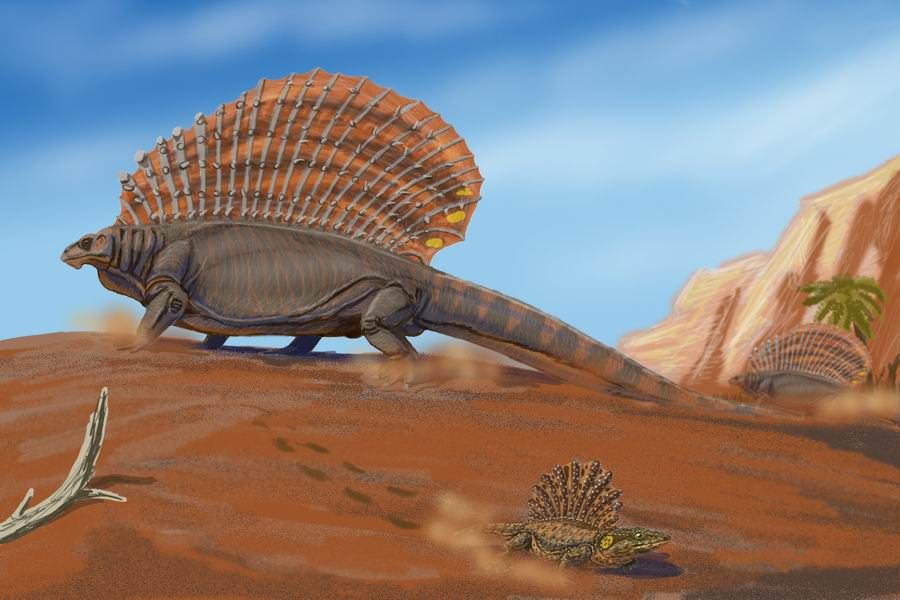
Platyhystrix en Edaphosaurus (Eupelycosauria)
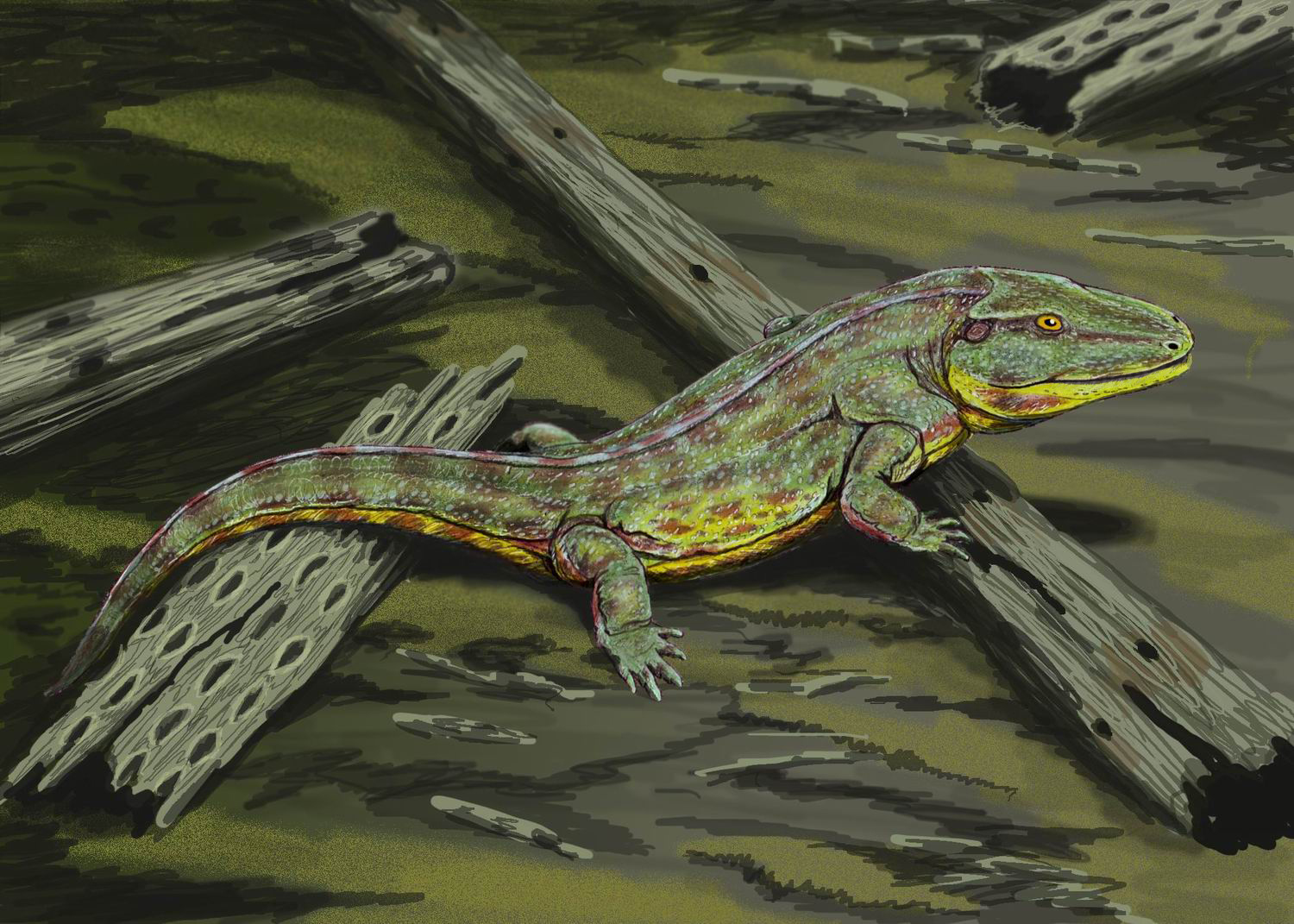
Capetus
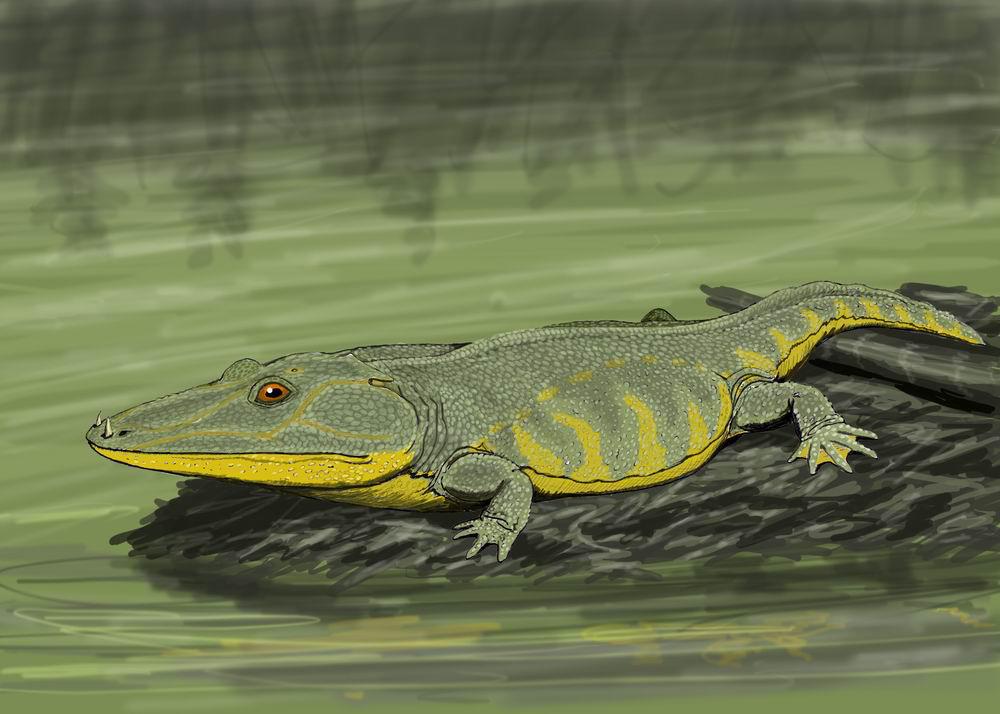
Mastodonsaurus
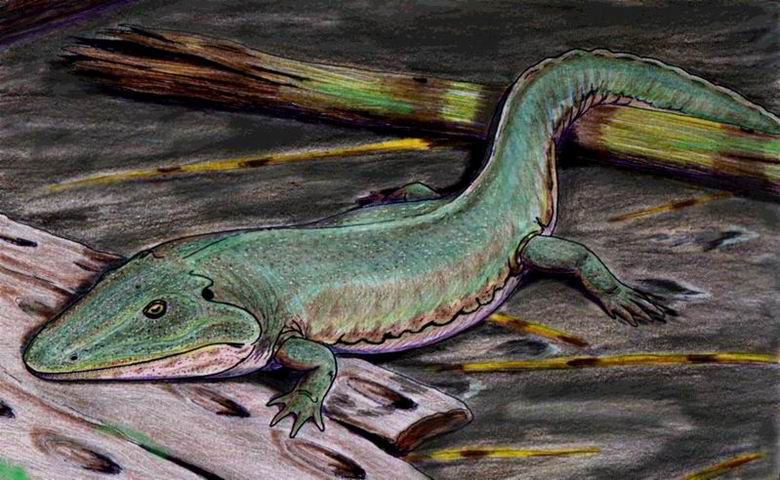
Cochleosaurus
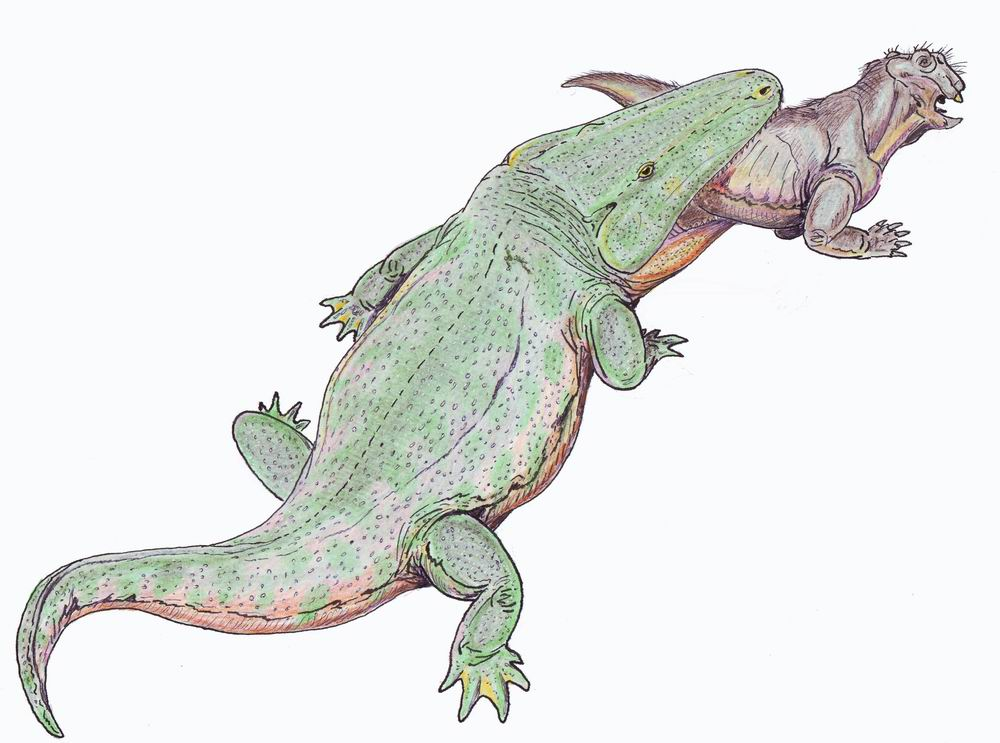
Uranocentrodon en Lystrosaurus (Therapsida)
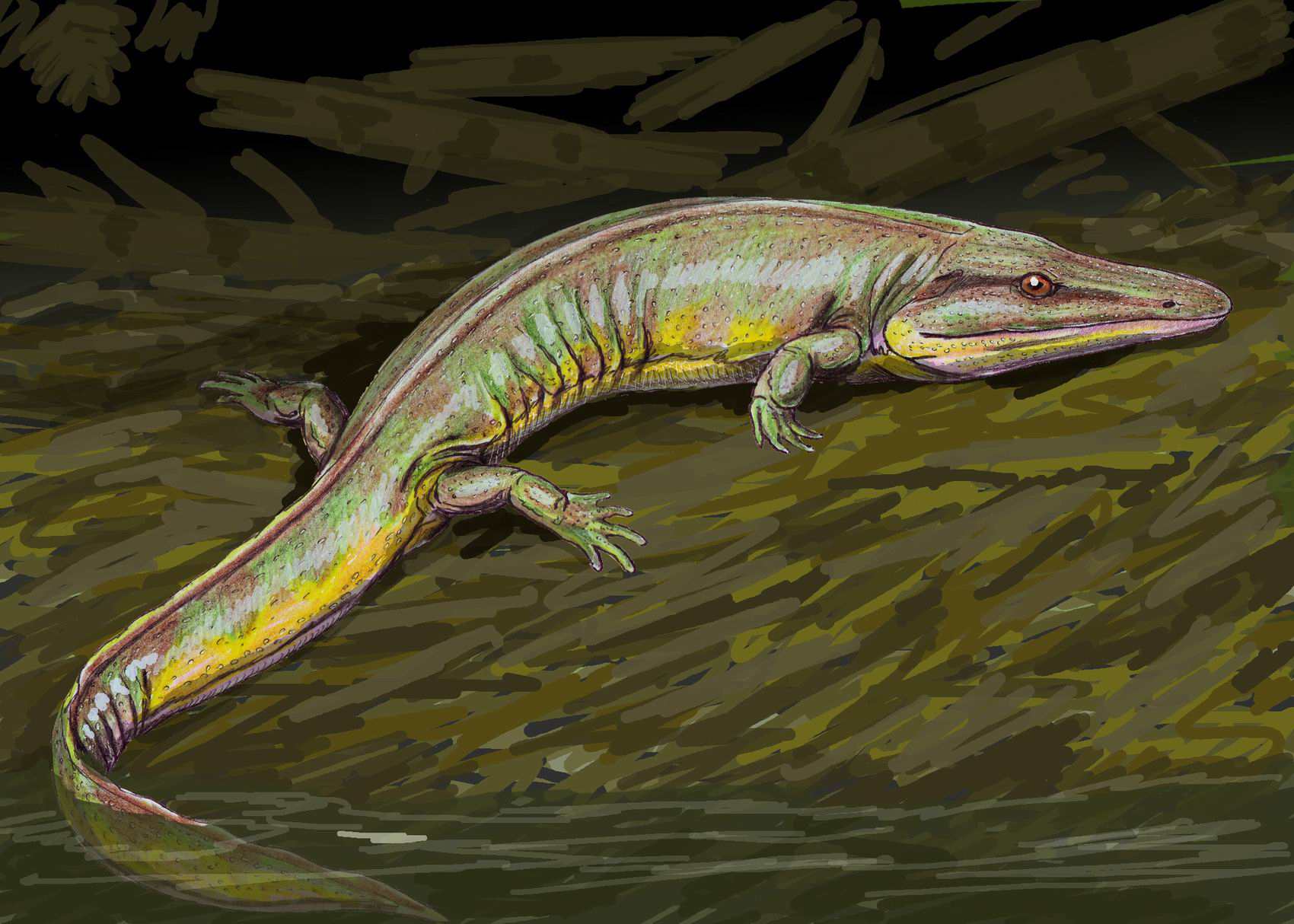
Chenoprosopus
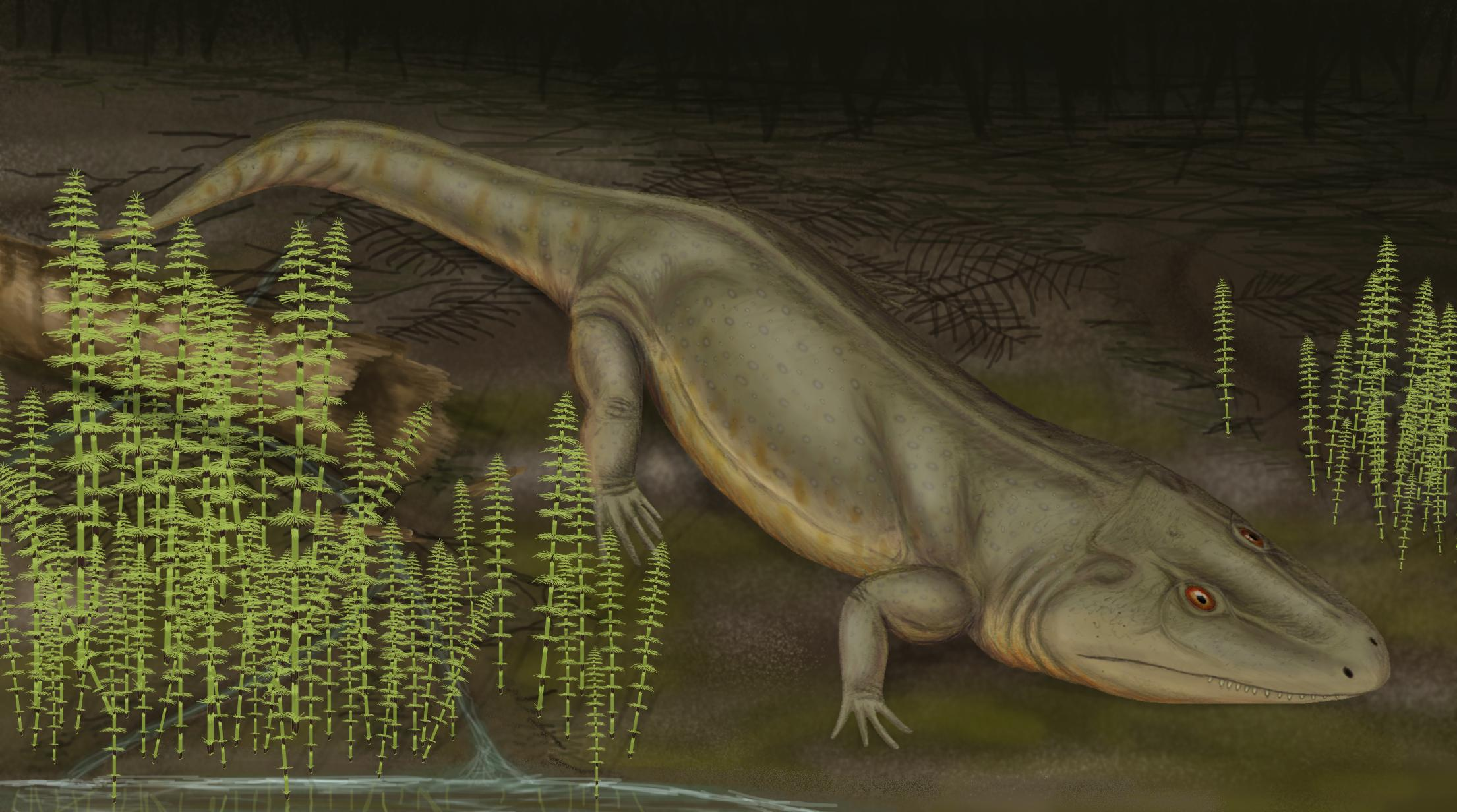
Cheliderpeton vranyi
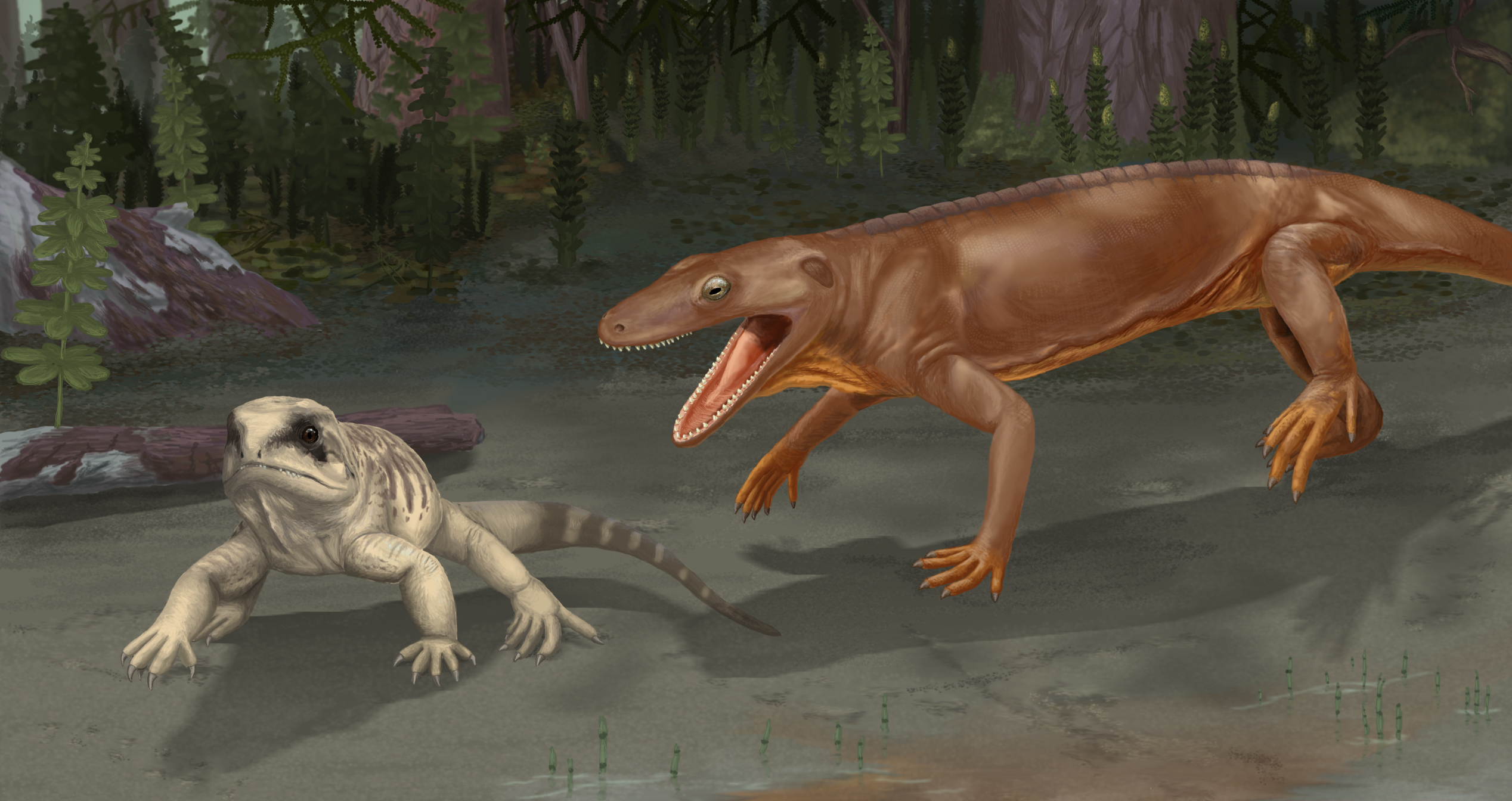
Varanodon agilis (links), wordt bejaard door Fayella chickashaensis (rechts).
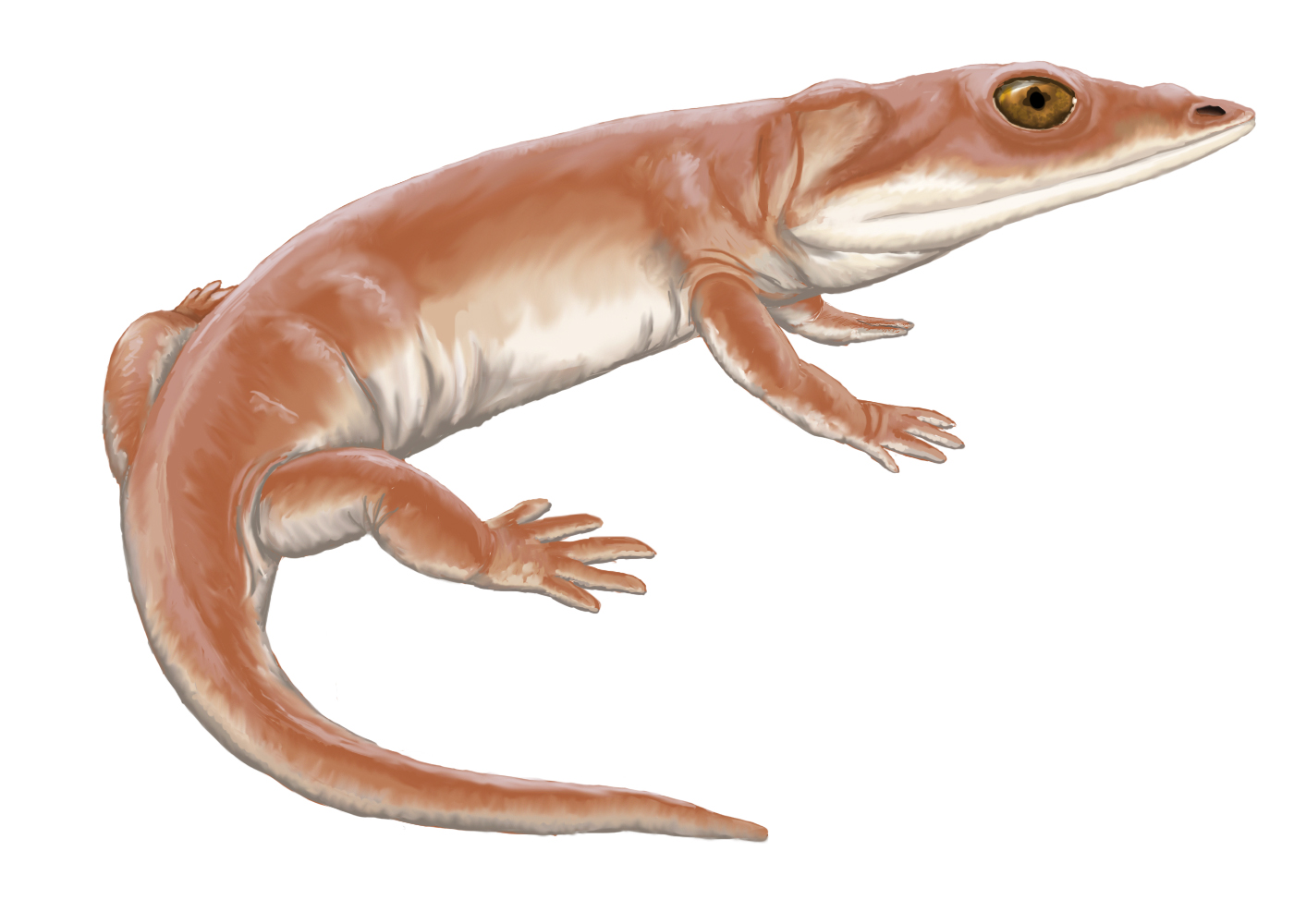
Lapillopsis nana
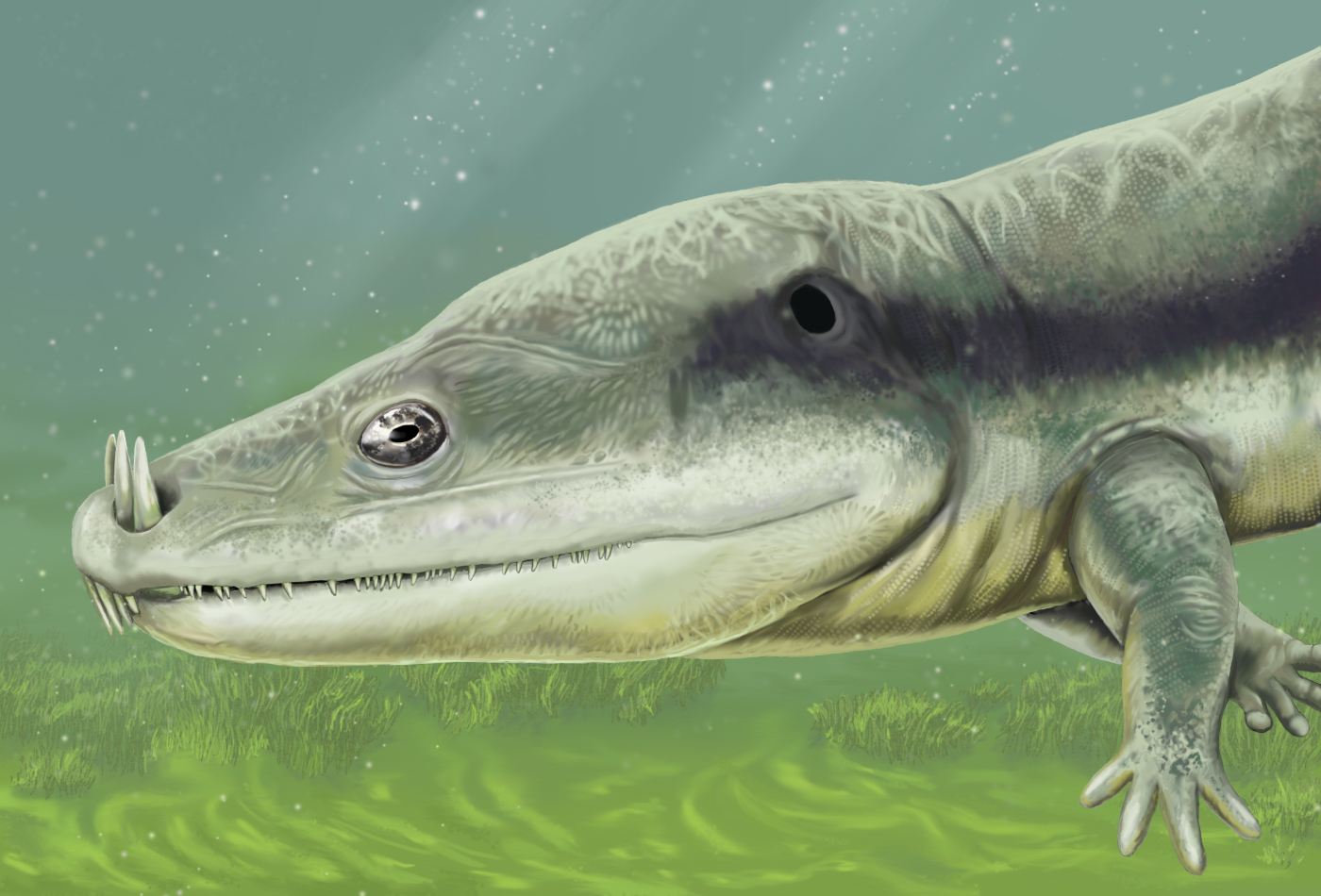
Microposaurus averyi
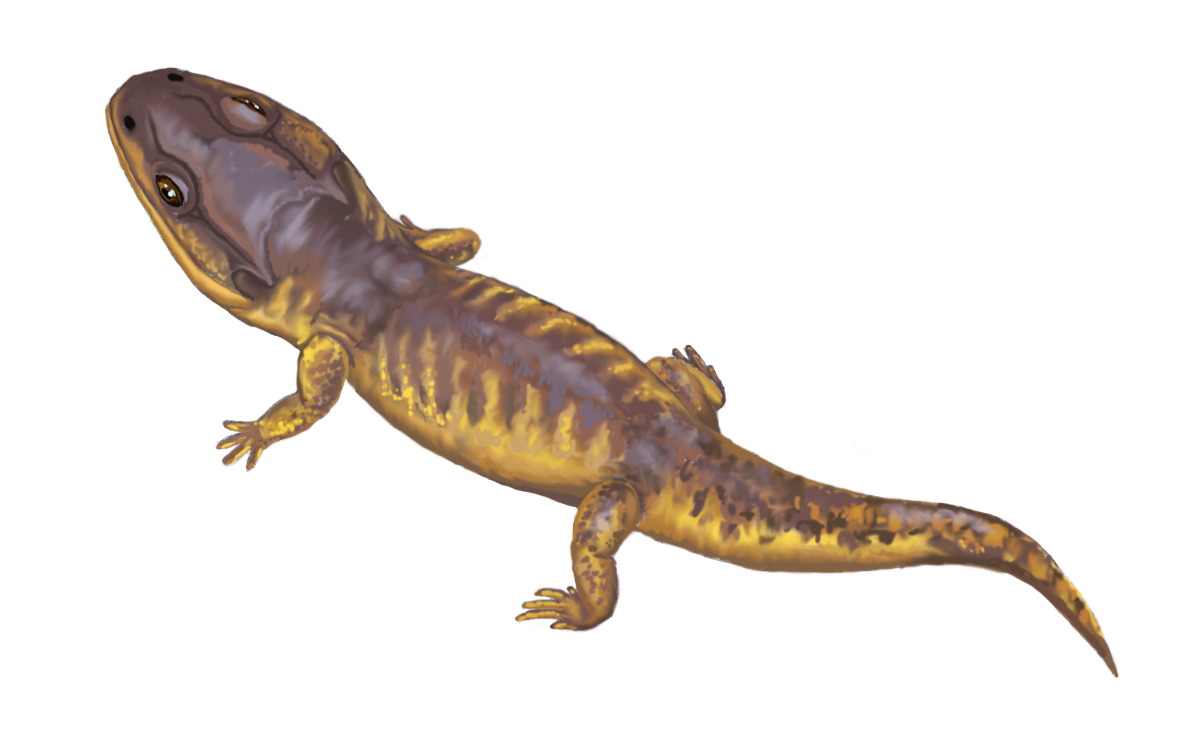
Nanolania anatopretia
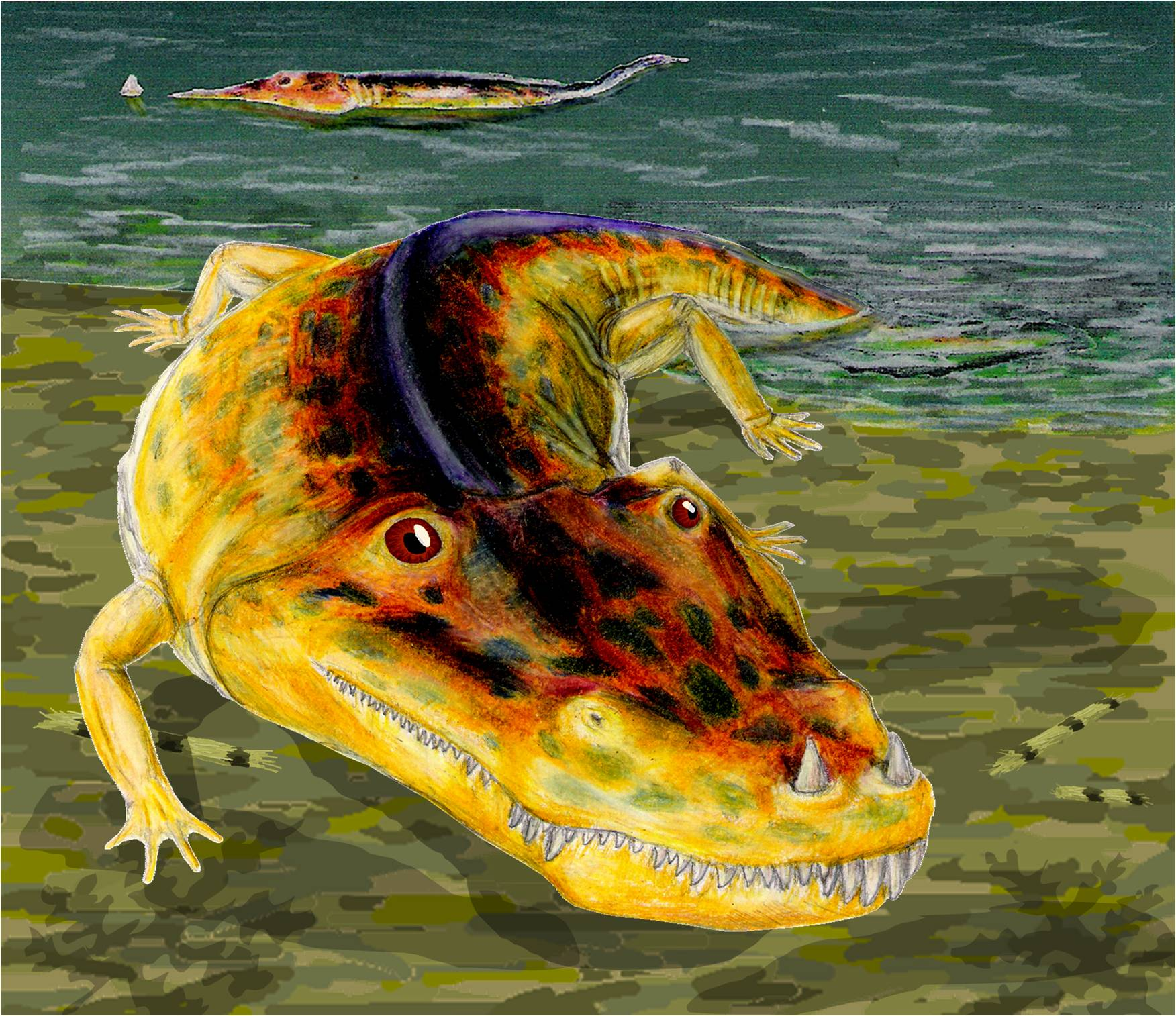
Nigerpeton ricqlesi
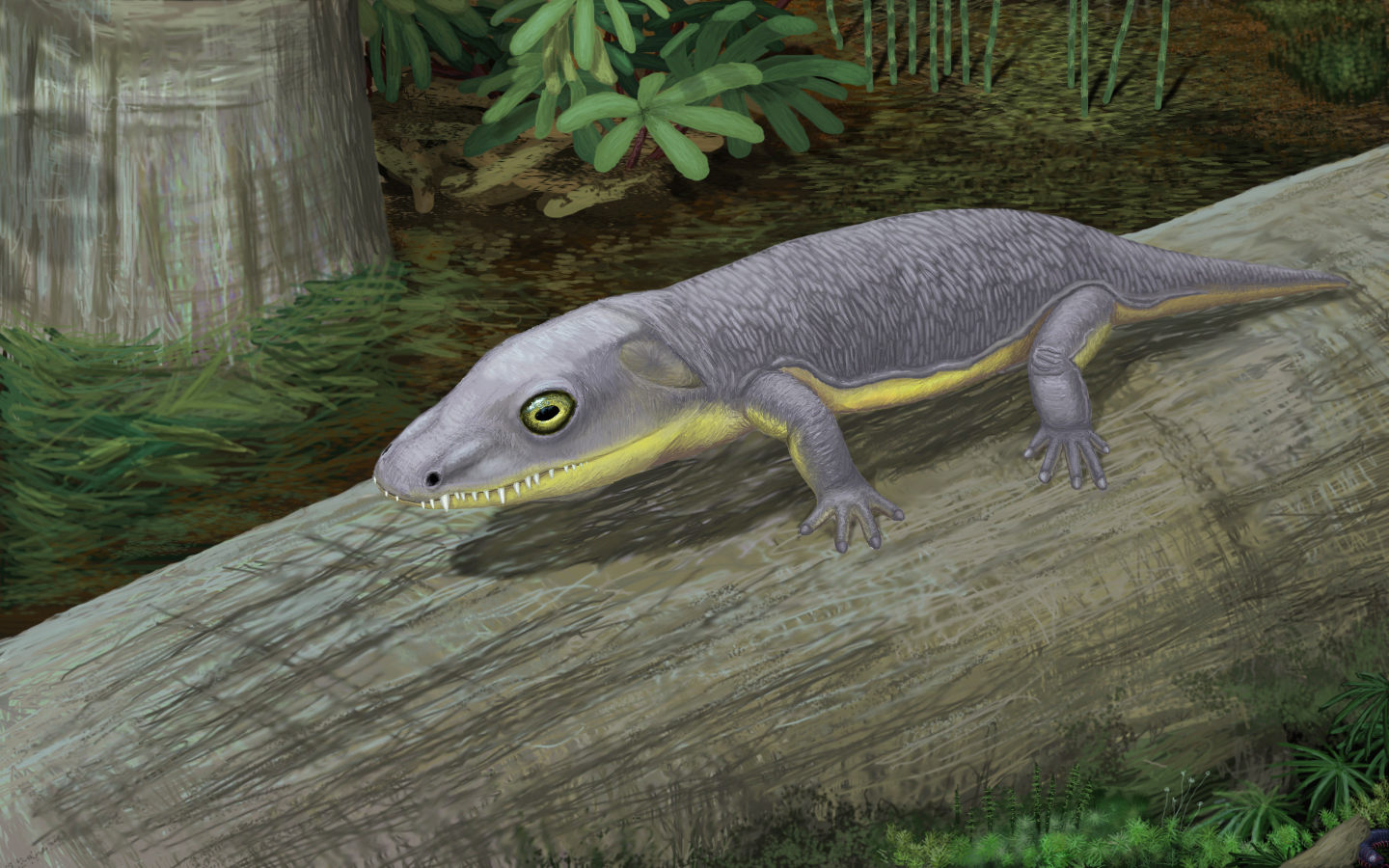
Phonerpeton pricei